# Amalocichla sclateriana
Il tordino maggiore della Nuova Guinea (Amalocichla sclateriana De Vis, 1892) è un uccello della famiglia dei Petroicidi originario della Nuova Guinea centrale e sud-orientale.

## Tassonomia
Attualmente vengono riconosciute due sottospecie di tordino maggiore della Nuova Guinea:
- A. s. occidentalis Rand, 1940 (Nuova Guinea centrale);
- A. s. sclateriana De Vis, 1892 (Nuova Guinea sud-orientale e nord-orientale).

## Descrizione
Il tordino maggiore della Nuova Guinea può raggiungere i 20 cm di lunghezza. Nella sottospecie nominale, la sommità della testa e le parti superiori sono di colore bruno-oliva scuro. I lati della testa sono di un marrone vivido e la zona delle redini è grigio chiaro. Un anello oculare giallo-brunastro chiaro corre intorno all'iride. Le ali sono marrone scuro. Le remiganti e le copritrici alari presentano dei margini bruno-rossastri che sono più larghi sulle remiganti secondarie. La coda è bruno-oliva scuro. Il mento e la parte superiore del petto sono di colore grigio chiaro con una fine marezzatura marrone. La parte inferiore della gola e i lati del collo sono di un bianco sporco. Il petto è grigio-marrone marmorizzato. I lati dell'addome e i fianchi sono grigi. La parte centrale dell'addome è di colore da bianco sporco a sabbia chiaro. La superficie inferiore delle ali presenta una striscia chiara alla base delle remiganti. L'iride è marrone scuro, così come il becco, il cui ramo inferiore è più chiaro. Le zampe sono di colore bruno paglierino. I sessi sono simili. Gli esemplari giovani hanno la testa e il dorso di colore marrone rossastro chiaro con una marezzatura nera e le copritrici alari marcate da fasce bruno-rossastre e nere. Le penne bruno-rossastre del petto hanno una sottile macchia nera all'estremità. Nella sottospecie A. s. occidentalis le parti superiori sono più scure e più bruno-rossastre rispetto alla sottospecie nominale. Le parti inferiori sono di un bruno-oliva più rossastro e il becco è più lungo. Sono disponibili poche informazioni riguardo alle vocalizzazioni. Queste includono un forte fischio tritonale, un richiamo di allarme acuto e impreciso e altri richiami fischianti.

## Distribuzione e habitat
La sottospecie nominale si incontra nelle montagne della Nuova Guinea sud-orientale, in particolare sul monte Albert Edward, sugli English Peaks e sui monti Scratchley, Kenevi e Suckling. La sottospecie A. s. occidentalis vive sulle Oranje Mountains nella parte centrale dell'isola. Il tordino maggiore della Nuova Guinea vive nelle foreste di montagna ad altitudini comprese tra 2800 e 3720 m.

## Biologia
Le sue abitudini sono riservate e terricole. La dieta è composta da insetti, compresi coleotteri e ragni, che catturano sul suolo della foresta. Il comportamento riproduttivo non è stato ancora studiato.

## Conservazione
La IUCN classifica il tordino maggiore della Nuova Guinea tra le «specie a rischio minimo» (Least Concern). In alcune zone è considerato frequente, in altre raro.